# Hulingen
Hulingen är en sjö i Hultsfreds kommun i Småland och ingår i Emåns huvudavrinningsområde. Sjön är 8,3 meter djup, har en yta på 6,88 kvadratkilometer och befinner sig 95 meter över havet. Sjön avvattnas av vattendraget Silverån (Brusaån) som genomrinner sjön.
Det festivalområde på vilket Hultsfredsfestivalen hölls varje år ligger invid Hulingen.

## Delavrinningsområde
Hulingen ingår i delavrinningsområde (637291-150330) som SMHI kallar för Utloppet av Hulingen. Medelhöjden är 123 meter över havet och ytan är 71,73 kvadratkilometer. Räknas de 32 avrinningsområdena uppströms in blir den ackumulerade arean 645,61 kvadratkilometer. Silverån (Brusaån) som avvattnar avrinningsområdet har biflödesordning 2, vilket innebär att vattnet flödar genom totalt 2 vattendrag innan det når havet efter 106 kilometer. Avrinningsområdet består mestadels av skog (62 procent) och jordbruk (11 procent). Avrinningsområdet har 8,51 kvadratkilometer vattenytor vilket ger det en sjöprocent på 11,9 procent. Bebyggelsen i området täcker en yta av 5,24 kvadratkilometer eller 7 procent av avrinningsområdet.